# Pedres decimars de Vilademuls
Les Pedres decimars de Vilademuls és una obra de Vilademuls (Pla de l'Estany) protegida com a Bé Cultural d'Interès Local.

## Descripció
A Vilademuls s'hi han localitzat tres termes delmers que estan assenyalats per aquestes tres pedres amb les característiques i inscripcions següents:
- Decimar de Cal Guillot (100x42x23 cm). Inscripcions una cara Decimar de Sant Esteve i l'altra cara Decimar Olivas.
- Decimar de Can Pi (75x42x22 cm). Inscripcions una cara Decimar d'Olives i l'altra Decimar de ? Vilamarí.
- Decimar del bosc de Can Vicens (120x42x21 cm). Inscripcions una cara Decimar d'Olivas i l'altra cara ? de ? eva.
Darrerament s'han localitzat d'altres pedres de termes delmers.

## Història
Els decimars o termes delmers són una mena de fites de pedra amb inscripcions que tenien la funció d'establir els límits parroquials, a fi i efecte de que els parroquians sabessin a quina parròquia havien de pagar el delme. El delme és un tribut, conegut des de l'antiguitat, consistent en la desena part dels productes o dels rendiments de la terra.
El valor d'aquests decimars es troba en el fet que es tracta d'un element històric que explica com es delimitaven les parròquies i com s'establia el pagament del delme de les famílies camperoles dels territoris. Aquest tribut es va usar fins al 1841, any en el qual va ser anula·lat per llei.